# Charykh-Keyok Dorsa
Charykh-Keyok Dorsa zijn lage heuvelruggen op de planeet Venus. De Charykh-Keyok Dorsa werden in 1997 genoemd naar Charykh-Keyok, een Chakassische magische vogel (Siberië).
De richels hebben een lengte van 550 kilometer en bevinden zich ten noorden van Guinevere Planitia in het quadrangle Metis Mons (V-6).